# Girolamo da Cremona
Girolamo da Cremona, auch bekannt als Girolamo de' Corradi (* in der ersten Hälfte des 15. Jahrhunderts; † nach 1483), war ein italienischer Buchmaler der Renaissance, der Handschriften und Inkunabeln illuminierte.

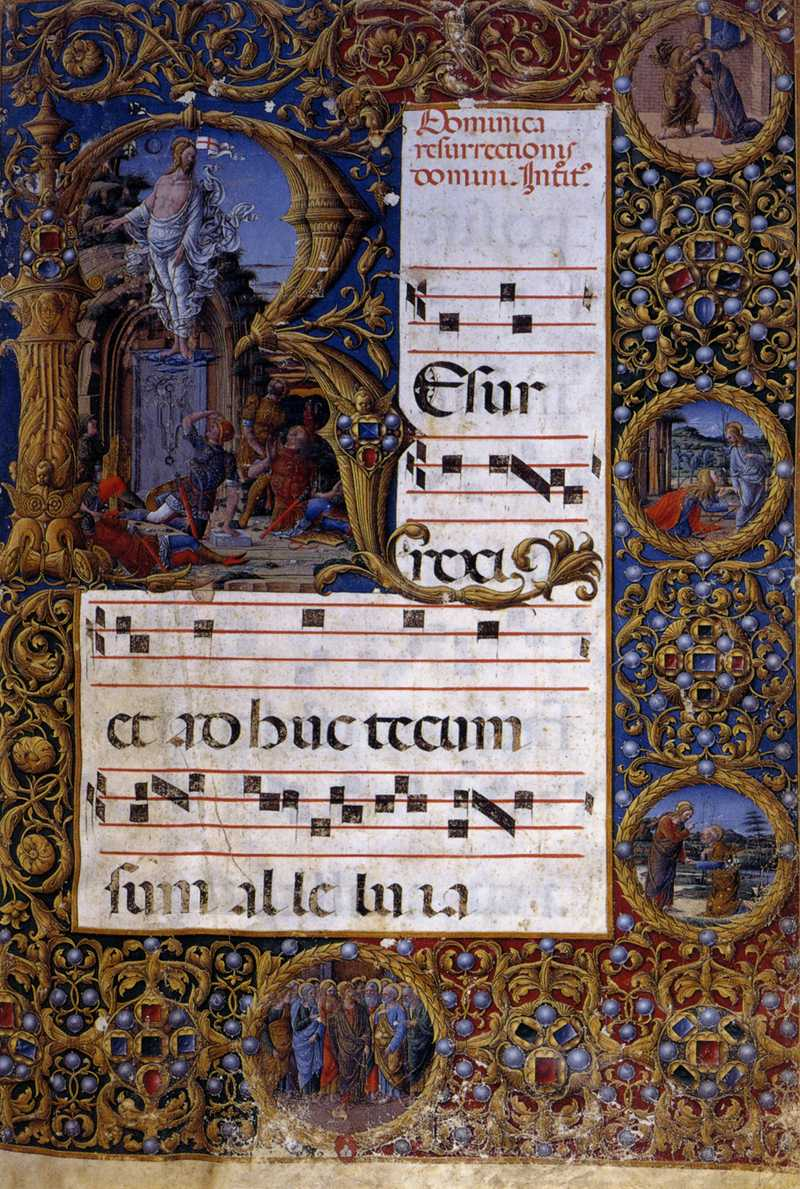
Dom von Siena, Miniatur von Girolamo da Cremona

## Biografie
Girolamo da Cremona war in der Renaissance ein italienischer Miniaturist von Handschriften und Inkunabeln. Es wurde von Andrea Mantegna beeinflusst und gefördert.
Von 1450 bis 1465 war er in Norditalien, in Ferrara und Mantua, dann in Siena und Florenz und schließlich in Venedig tätig. Er war zunächst Assistent des Malers und Miniaturisten Taddeo Crivelli in Ferrara und wurde von wurde von Andrea Mantegna beeinflusst und gefördert.
Im Jahr 1465 vollendete er im Auftrag von Barbara von Brandenburg, Markgräfin von Mantua ein Missale das unter dem Namen der Markgräfin bekannt ist, ein Werk, das Belbello da Pavia 1442 auf Initiative von Gianlucido Gonzaga begann. Es befindet sich heute im Diözesanmuseum in Mantua.
Zwischen 1467 und 1475 war er Mitarbeiter von Liberale da Verona, um die Antiphonale der Piccolomini-Bibliothek, die im Dom von Siena erhalten sind, zu illuminieren.